# Ceolwald de Mercia
Ceolwald de Mercia (¿? - ¿?) puede haber sido rey de Mercia alrededor de 716. Ceolredo, hijo de Etelredo y nieto de Penda, murió en 716. La mayoría de las listas de los reyes mercios registran que Ceolredo fue sucedido por Ethelbaldo, que no era descendiente de Penda. Sin embargo, una de estas listas procedente de la Catedral de Worcester, registra que Ceolredo fue sucedido por Ceolwald. Por la similitud de sus nombres, Ceolwald parece haber sido hermano de Ceolredo y el último de los descendientes directos de Penda que gobernó en Mercia. Puede que Ceolwald fuera rey por un corto periodo de tiempo, ya que Ethelbaldo se convirtió en rey al año siguiente de la muerte de Ceolredo.